# Alfredo Piedra
Alfredo Piedra   (San José, 15 d'agost de 1915 - Pavas, 18 de desembre de 2003), conegut com a Chato Mora, fou un futbolista costa-riqueny de la dècada de 1940.
Fou internacional amb la selecció de Costa Rica. Pel que fa a clubs, destacà a Orión, Sociedad Gimnástica, La Libertad i a la Juventud Asturiana cubana.
Trajectòria com a entrenador:
- 1955–1956: Saprissa
- 1955–1957:  Costa Rica
- 1961–1963:  Costa Rica
- 1962–1964: Saprissa
- 1965:  Costa Rica
- 1966: Herediano